# الطبق الطائر

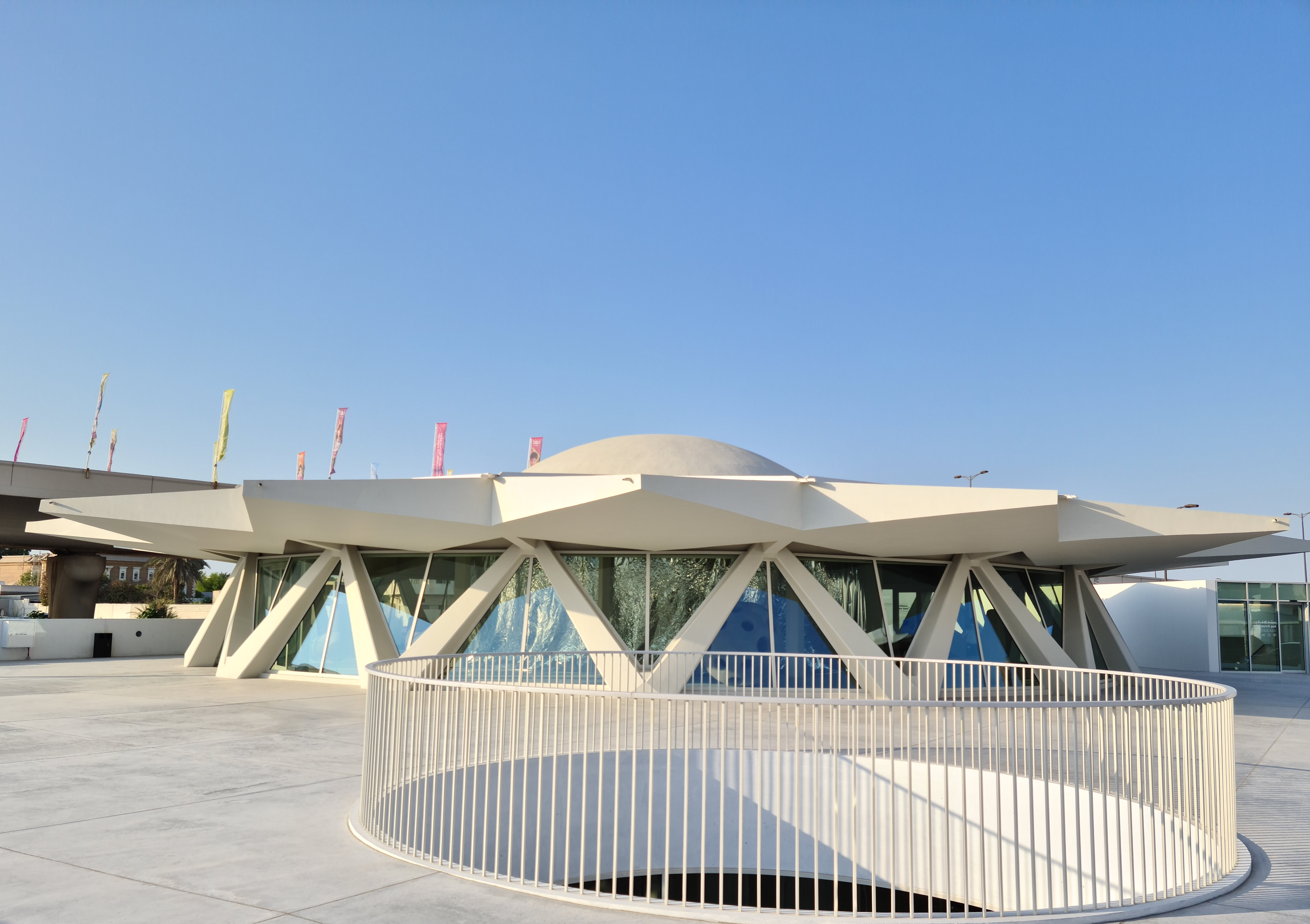
الطبق الطائر في الشارقة

الطبق الطائر في الشارقة ، الإمارات العربية المتحدة ، هو مبنى تم تشييده عام 1978 بأسلوب وحشي وافتتح في الأصل كمقهى ومطعم ومحل لبيع الصحف ومحل لبيع الهدايا وصيدلية. أصبح لاحقًا سوبرماركت من عام 1988 إلى عام 1997. تم ترميمه من قبل مؤسسة الشارقة للفنون وهو مفتوح الآن كمساحة فنية مجتمعية.

## البناء
يقع المبنى على تقاطع ضواحي الشارقة في دسمان والغبيبة واليرموك والرملة ، وقد أطلق اسمه على دوار الصحن الطائر حتى تم تدميره لإفساح المجال لشبكة الطرق الحالية.
تم بناء الطبق الطائر بين عامي 1974 و1978. يتكون الطبق الطائر من مظلة على شكل نجمة حول قبة ارتفاعها سبعة أمتار فوق ترتيب دائري من ثمانية أعمدة وأعمدة على شكل حرف V. مع واجهة مبنى بانورامية.
أصبح سوبرماركت من الفترة (1997-2008) قبل استخدامه كمطعم الطازج للوجبات السريعة ثم استحوذت عليه مؤسسة الشارقة للفنون لاستخدامه كمركز مجتمعي ومساحة عرض ومركز فنون. تم افتتاح المقهى الأصلي في الطبق الطائر من قبل رجل الأعمال جيرارد ريموند، الذي أصبحت مقاهي جيرارد منه علامة تجارية محلية شهيرة لها فروع في الشارقة ودبي وعجمان .

## مركز الفنون

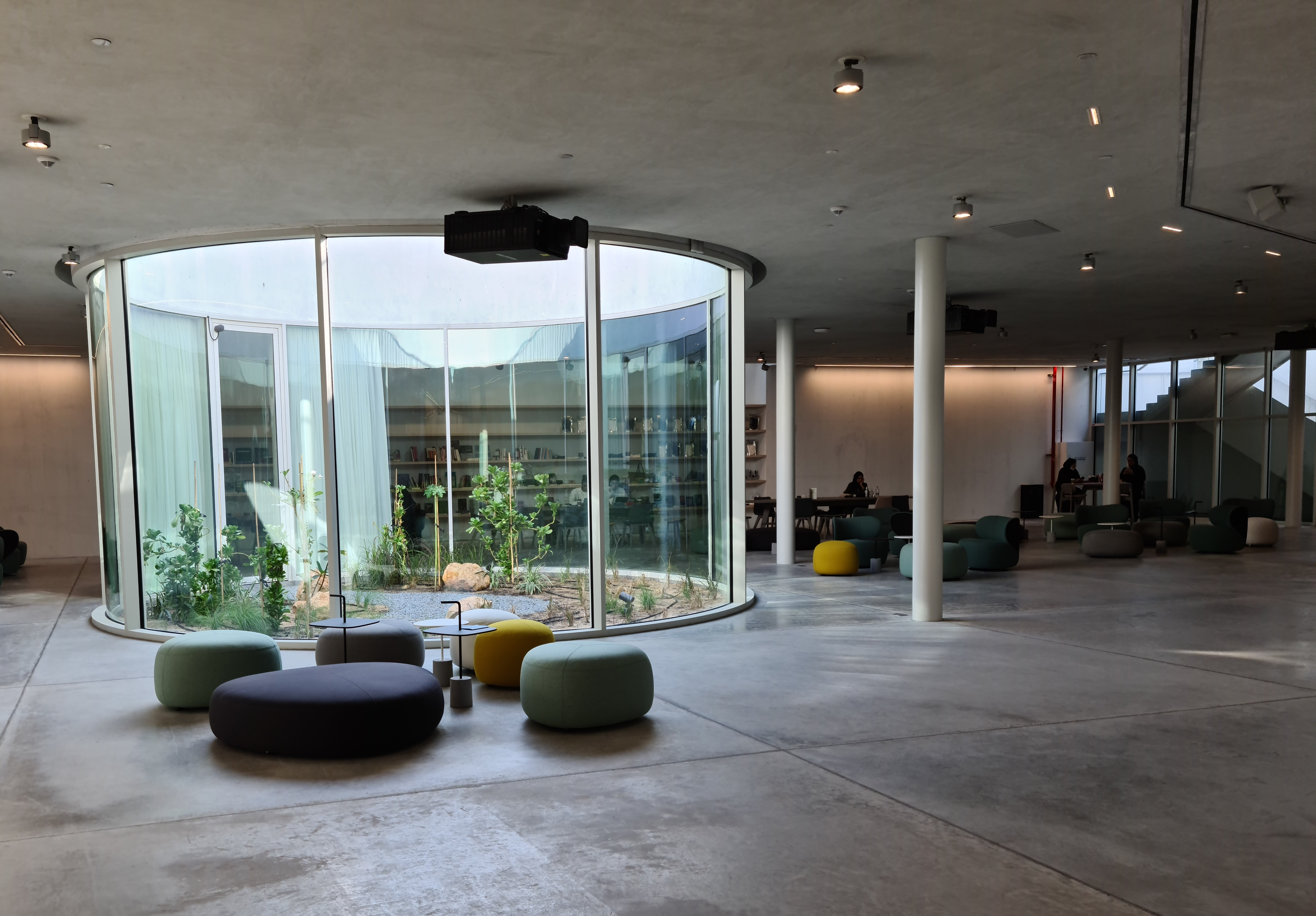
تتكون مساحة عمل Launch Pad في الطبق الطائر من مقهى فن ومكتبة ومتجر بالإضافة إلى عدد من أجهزة العرض للعروض وقاعة اجتماعات ومساحة للفعاليات.

استحوذت مؤسسة الشارقة للفنون على الطبق الطائر في عام 2012 وشرعت في برنامج تجديد تحت إشراف منى المصفي من إستوديو SpaceContinuum للتصميم . تمت إزالة التركيبات والقواطع والأسقف المستعارة التي قام المستأجرون بتركيبها على مر السنين، وذلك في الأصل لاستضافة معرض 2015 «1980 - اليوم: المعارض في الإمارات العربية المتحدة» ، وهو جزء من بينالي البندقية السادس والخمسين. بدأ التجديد الأساسي للمساحة في عام 2018 ، وقد اشتمل على إنشاء منصة Launch Pad تحت الأرض ومنطقة فنية مجتمعية ، تم بناؤها أسفل مبنى الطبق الطائر الأصلي وإضافتها بساحة وثلاثة مناور. تشتمل Launch Pad على مكتبة فنية عامة ومساحة لعرض الأفلام ، بالإضافة إلى مساحات عمل وأماكن اجتماعية. يتم الآن استخدام مبنى الطبق الطائر الرئيسي كمساحة فنية ، مع برنامج مستمر لعروض الأفلام وورش العمل وقراءات الشعر وغيرها من الأحداث.
الصحن الطائر هو واحد من عدة مباني من السبعينيات والثمانينيات التي تم ترميمها من قبل مؤسسة الشارقة للفنون وترينالي الشارقة للعمارة، بما في ذلك سوق الجبيل للخضروات ، وسينما خورفكان في السبعينيات (التي يتم إعادة تطويرها كمدرسة موسيقى)، و روضة أطفال ذات أسطح هرمية (والتي يتم تحويلها إلى مركز مجتمعي).